# Beclean (Brașov)
Beclean (in ungherese Betlen, in tedesco Badlinen) è un comune della Romania di 1642 abitanti, ubicato nel distretto di Brașov, nella regione storica della Transilvania.
Il comune è formato dall'unione di 5 villaggi: Beclean, Boholț, Calbor, Hurez, Luța.